# Pat Boyette
Pat Boyette (né le 23 juillet 1923 à San Antonio et mort le 14 janvier 2000 à Fort Worth) est une personnalité de la télévision, un réalisateur et un auteur de bande dessinée américain. Il a utilisé les noms de plume Sam Swell, Bruce Lovelace ou encore Alexander Barnes.

## Biographie

### Médias
Né et élevé à San Antonio au Texas, Pat Boyette commence sa carrière professionnelle à la radio locale WOAI (en). Durant la Seconde Guerre mondiale, il est cryptographe. À son retour, il revient à la radio avant de bifurquer vers la télévision, toujours à San Antonio. Au milieu des années 1950, tout en travaillant pour la télévision, Boyette fait une première incursion dans la bande dessinée avec le comic strip de western Captain Flame, qui ne connaît pas un grand succès.
Au début des années 1960, il tente une carrière de réalisateur de série B, mais ses trois films ne rencontrent pas assez de succès pour qu'il continue l'expérience.

### Bande dessinée
Boyette revient alors à la bande dessinée à partir de 1966 en travaillant pour Charlton Comics. Il crée à la fin de l'année avec le scénariste Joe Gill le Peacemaker (« Pacificateur »), un diplomate pacifiste prêt à utiliser tous les moyens pour imposer la paix.
Jusqu'en 1976, il dessine des centaines d'histoire pour Charlton, travaillant souvent sur ses propres scénarios. Boyette, qui produit à la chaîne aborde tous les genres populaire du moment : fantastique (Ghost Manor (en), Ghostly Tales (en), The Many Ghosts of Doctor Graves, etc.), science-fiction (Strange Suspense Stories (en), Space Adventures, Outer Space, etc.), western (Billy the Kid (en), Cheyenne Kid, Outlaws of the West, etc.), romantique (Love Diary, Secret Romance, etc.), guerre (Attack, Fightin' Marines, etc.), aventure (Korg: 70,000 B.C., L'Homme qui valait trois milliards, etc.), super-héros (Flash Gordon, Jungle Jim, Le Fantôme, Thunderbolt, etc.).
Après 1976, il ne publie plus que sporadiquement. Il reçoit en 1980 un Inkpot Award au Comic-Con de San Diego. Son dernier travail recensé est le dessin d'une histoire de trois pages dans la publication DC Comics The Big Book of the Weird Wild West, en 1998. Il meurt deux ans plus tard d'un cancer de l'œsophage.

## Filmographie
- Dungeon of Harrow, 1962
- The Weird One, 1962
- No Man's Land, 1964